# 1817 у науці

## Біологія
- Жорж Кюв'є опублікував Le Règne Animal (Царство тварин).

## Хімія
- Фрідріх Штромеєр відкрив хімічний елемент Кадмій.
- Юган Арведсон відкрив хімічний елемент Літій.
- Єнс Якоб Берцеліус відкрив хімічний елемент Селен.
- Леопольд Ґмелін почав публікацію книги Handbuch der theoretischen Chemie[1].

## Медицина
- Перша пандемія холери спалахнула в Бенгалі[2].
- Джеймс Паркінсон описав «paralysis agitans», що пізніше стало відомим під назвою хвороба Паркінсона.

## Технологія
- Карл Дрез винайшов («Draisine» або Laufmaschine або дрезину).
- Девід Брюстер запатентував калейдоскоп[3].

## Організації
- В Імперському Віленському університеті засновано таємне товариство філоматів.

## Нагороди
- Медаль Коплі отримав Генрі Кейтер[4].